# Campsosternus mirabilis
Campsosternus mirabilis is een keversoort uit de familie kniptorren (Elateridae). De wetenschappelijke naam van de soort is voor het eerst geldig gepubliceerd in 1930 door Fleutiaux.